# Bent Peder Rasch
Bent Peder Rasch   (Copenhaguen, 31 de maig de 1934 - Vancouver, 26 de novembre de 1988) fou un piragüista en aigües tranquil·les danès que va competir durant la dècada de 1950.
El 1952 va prendre part en els Jocs Olímpics d'Estiu de Hèlsinki, on guanyà la medalla d'or en la prova del C-2, 1.000 metres del programa de piragüisme. Formà parella amb Finn Haunstoft.